# Lilianae
Lilianae, biljni nadred, dio razreda Liliopsida. Podijeljen je na 12 redova s 81 porodicom, 1 028 rodova i 9 123 vrste.

## Redovi i broj vrsta
1. Acorales Mart., 3
2. Alismatales R. Br. ex Bercht. & J. Presl, 300
3. Arecales Bromhead, 128
4. Asparagales Link, 1 703
5. Commelinales Mirb. ex Bercht. & J. Presl, 96
6. Dioscoreales Mart., 49
7. Liliales Perleb, 279
8. Pandanales R. Br. ex Bercht. & J. Presl, 16
9. Petrosaviales Takht., 4
10. Poales Small, 6 462
11. Zingiberales Griseb., 87